# Iban Zubiaurre
Iban Zubiaurre Urrutia (* 22. Januar 1983 in Mendaro, Gipuzkoa) ist ein spanischer Fußballspieler. Er spielt seit 2012 bei UD Salamanca in der Segunda División B.

## Karriere
Zubiaurre begann seine Karriere in der Jugendmannschaft von Real Sociedad, von welcher er 2000 in die zweite Mannschaft geholt wurde. Bereits in der ersten Saison (2000/01) mit der B-Mannschaft konnte man von der Tercéra Division in die Segunda Division B aufsteigen, jedoch stieg man gleich darauf wieder ab. In der darauffolgenden Saison konnte man abermals den Aufstieg feiern. Daraufhin konsolidierte sich die B-Mannschaft und blieb in der dritthöchsten Spielklasse.
Zubiaurre wurde 2004 in den Kader der ersten Mannschaft berufen. Sein Debüt in der Primera Division gab der Abwehrspieler am 28. November 2004 gegen Deportivo La Coruña. Er spielte durch. In seiner Premierensaison kam er auf 14 Einsätze. Der Verein wurde 14. der Liga.
Nach einem Jahr Pause wechselte er Anfang der Saison 2006/07 zu Athletic Bilbao.
Dort konnte er nur einen Einsatz verbuchen, weil eine Auseinandersetzung beider baskischer Traditionsclubs 14 Monate verhinderte, dass Zubiaurre einen Einsatz in einer offiziellen Partie für Bilbao bestritt. Die Ursache der Streitigkeiten war die ungültige Auflösung seines Vertrags bei den "txuri urdin", trotz eines weiteren Jahres Vertragslaufzeit und einer Ausstiegsklausel von 33 Millionen Euro. Der Provinzclub SCD Durango bot letztlich vergeblich beiden Streitparteien an, den Spieler für die Zeit der Verhandlungen bei sich aufzunehmen und ihm Spielpraxis zu gewähren.
Nach 15 Monaten bangen Wartens entschied ein Gericht, dass Athletic fünf Millionen Euro an den baskischen Rivalen zahlen müsse und er nun wieder spielen dürfe. Nach der Wartezeit wurde er den Fans ein zweites Mal im San Mamés vorgestellt. Am 11. Februar 2007 folgte sein erster Einsatz für den neuen Verein im Spiel gegen Atlético Madrid. Mittlerweile war zwar der Wirbel um seinen Wechsel verflogen, doch lief es sportlich weiterhin sehr schlecht für Zubiaurre, da er gerade einmal auf zwei Einsätze kam.
Im Januar 2008 schließlich schlug Real Sociedads neuer Präsident Badiola Athletic eine kuriose außergerichtliche Einigung vor. Danach wollte man statt der veranschlagten 33 Millionen einen deutlich geringeren Betrag verlangen (die verfügbaren Angaben schwanken zwischen zehn und 17 Millionen Euro) und zusätzlich sage und schreibe 200 Freundschaftsspiele in den nächsten 100 Jahren fordern (Mit Hin- und Rückspiel zu den jeweiligen Stadt-Festlichkeiten).
Daraufhin wurde er in die Segunda División zum FC Elche verliehen. Dort kam er wieder zu regelmäßigen Einsätzen (23) und erzielte ein Tor.
Seit der Saison 2009/10 steht er wieder im Kader von Athletic. In dieser Saison gab er sein Debüt auf europäischer Klubebene. Im Gruppenheimspiel der Europa League gegen den österreichischen Vertreter FK Austria Wien wurde er in der 76. Minute für Andoni Iraola eingewechselt. Das Spiel wurde mit 3:0 gewonnen. Jedoch bekam er insbesondere in der Liga kaum Spielzeit und wurde deshalb zur Saison 2010/11 erneut in die Segunda División verliehen, dieses Mal an Albacete Balompié.
Die Saison 2011/12 verbrachte er wieder bei Athletic Bilbao, wo er aber nicht eingesetzt wurde. Im Juli 2012 wurde er daraufhin an den UD Salamanca ausgeliehen.